# Drohobyczka
Drohobyczka is een dorp in de Poolse woiwodschap Subkarpaten. De plaats maakt deel uit van de gemeente Dubiecko en telt 1000 inwoners.